# Стив Черундоло
Стивън „Стив“ Черундоло е американски футболист, понастоящем играещ за немския футболен клуб Хановер 96. Роден е на 19 февруари 1979 в Рокфорд, Илинойс.

## Кариера

### Ранни години
Черундоло израства в Сан Диего, където играе за футболен клуб "La Jolla Nomads", като за престоя си там печели шампионата на щата Калифорния шест пъти.
Преди да се присъедини към немски Хановер, Черундоло играе две години колежански футбол в Портландския университет.

### Хановер
Стив Черундоло се присъединява към Хановер през 1999, когато отборът играе във Втора бундеслига. През сезонът 1999/2000 се утвърждава като титуляр на поста десен бек, преди да бъде застигнат от ужасна травма в коляното, която му попречва да играе за Хановер до края на сезона, както и да участва в олимпийския футболен отбор на САЩ през 2000. През следващите 2 сезона е незаменима част от стартовите 11, като в кампанията 2001/2002 започва като титуляр в 30 от общо 34 мача, помагайки на тима си да спечели място в Първа бундеслига.
През 2005 английският футболен клуб Болтън предлага договор на Черундоло, но той отказва и решава да остане в Германия.
През 2010 удължава контракта си с Хановер.

### Национален отбор на САЩ
Дебютът си за националния отбор по футбол на САЩ прави на 8 септември 1999 в мач срещу Ямайка. Той е включен късно в селекцията за световното в Япония и Южна Корея през 2002 (на мястото на контузилия се Крис Армас). Малко преди първенството да започне обаче Стивън също се контузва и това му попречва да играе на финалите. През 2006 е включен в групата на САЩ за Мондиал 2006. Участва и на световното първенство в Южна Африка през 2010.

## Постижения
- Златната купа на КОНКАКАФ: 2005
- Победител във 2 Бундеслига: 2002